# Arctostaphylos tomentosa
Arctostaphylos tomentosa là một loài thực vật có hoa trong họ Thạch nam. Loài này được (Pursh) Lindl. mô tả khoa học đầu tiên năm 1835.

## Hình ảnh

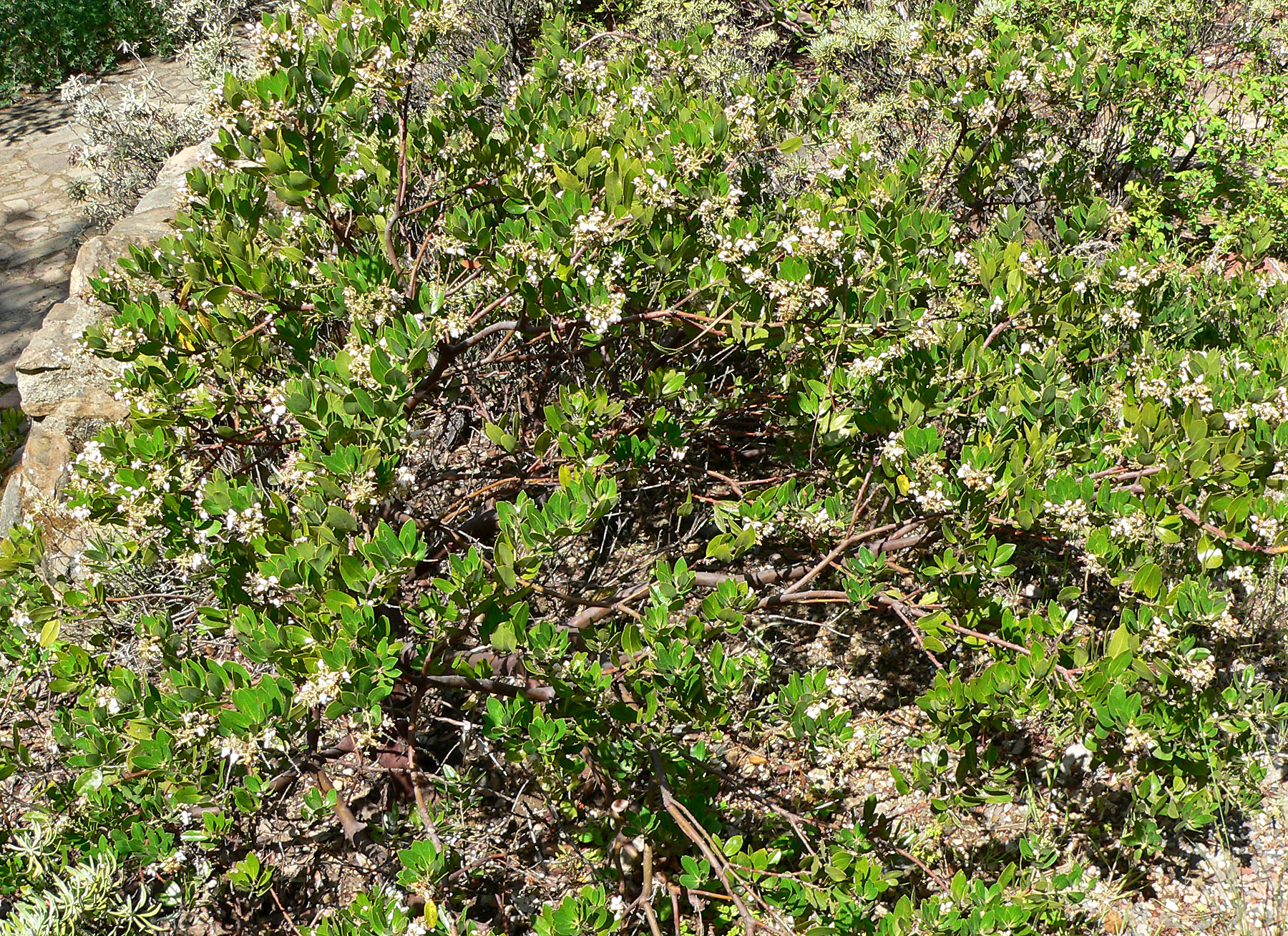
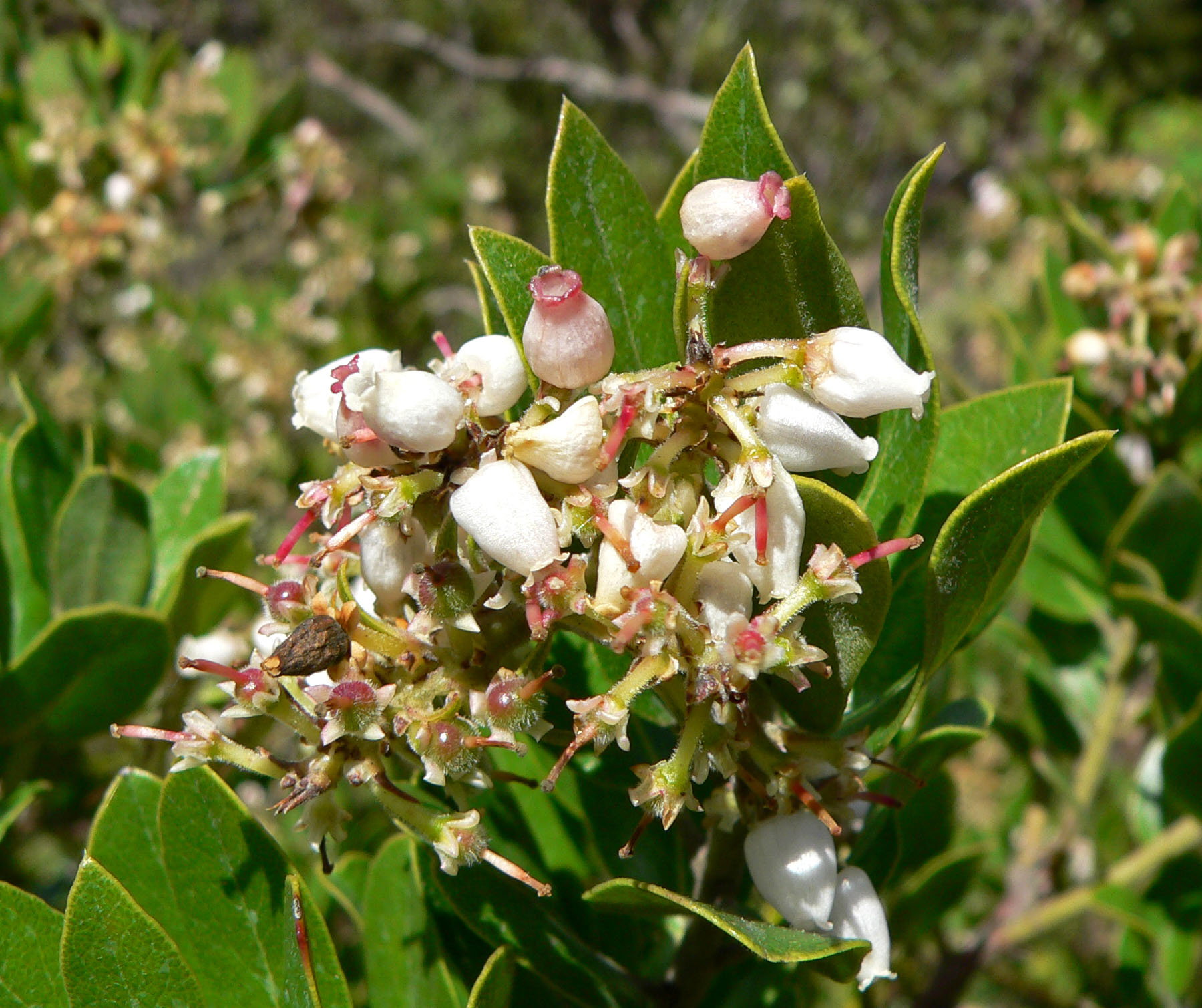
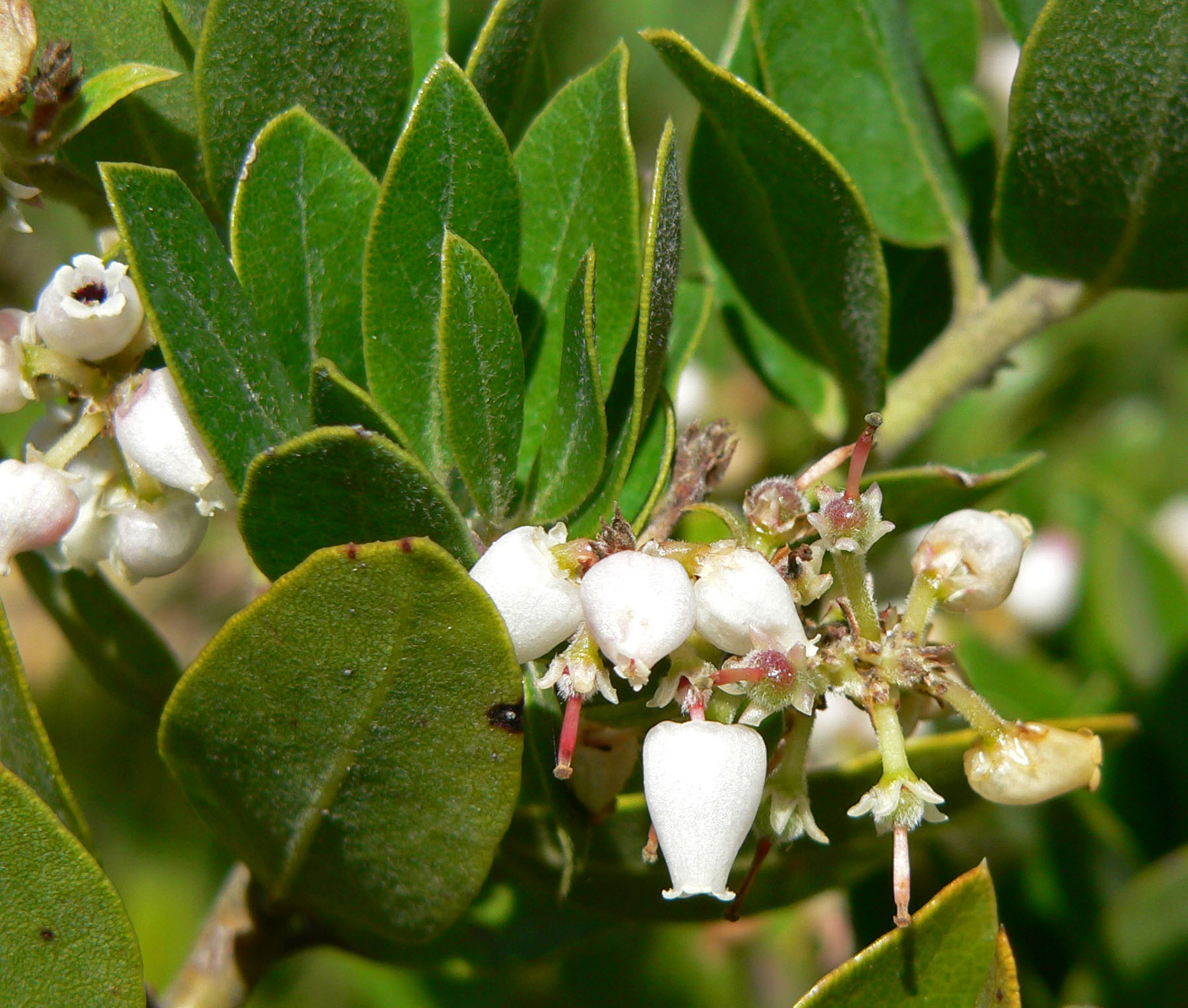